# Irish Cup 2019-2020
La Irish Cup 2019-2020 è stata la 140ª edizione del torneo, iniziato il 17 agosto 2019 e terminato il 31 luglio 2020. Il Crusaders era la squadra campione in carica. Il Glentoran ha vinto la competizione per la ventitreesima volta nella sua storia.

## Primo turno
| Squadra 1            | Risultato       | Squadra 2              |
| -------------------- | --------------- | ---------------------- |
| 17 agosto 2019       |                 |                        |
| Annagh Utd           | 4 – 1           | Derriaghy Cricket Club |
| Armagh City          | 7 – 0           | Bangor Old Boys        |
| Ballynahinch Olympic | 2 – 3           | Bangor                 |
| Banbridge Town       | 2 – 1           | Dungiven               |
| Barn Utd             | 0 – 3           | Oxford Sunnyside FC    |
| Belfast Celtic       | 9 – 1           | Dromore Amateurs       |
| Bryansburn           | 1 – 3           | Crumlin Utd            |
| Chimney Corner       | 5 – 1           | Laurelvale             |
| Comber Recreation    | 2 – 0           | Bangor Amateurs        |
| Craigavon City       | 5 – 0           | Seapatrick             |
| Crewe                | 3 – 0           | Donegal Celtic         |
| Crumlin Star         | 8 – 0           | Kilmore Recreation     |
| Downshire Young Men  | 2 – 0           | Rectory Rangers        |
| Dromara Village      | 3 – 6           | Coagh United           |
| Fivemiletown         | 2 – 3           | Ardstraw               |
| Foundry              | 3 – 1           | Bloomfield             |
| Grove                | 2 – 4           | Newcastle              |
| Hanover              | 3 – 0           | Lurgan Celtic          |
| Holywood             | 1 – 4           | Newbuildings Utd       |
| Iveagh Utd           | 1 – 3           | Lurgan Town Boys       |
| Limavady Utd         | 3 – 0           | Ballynure Old Boys     |
| Maiden City          | 3 – 2 (dts)     | Bourneview             |
| Malachians           | 1 – 2           | Moneyslane             |
| Mossley AFC          | 4 – 1           | Markethill             |
| Moyola Park          | 11 – 0          | Colin Valley           |
| Newington Youth      | 5 – 0           | Cookstown Youth        |
| Newtowne FC          | 3 – 0           | Drumaness Mills        |
| Richhill             | 3 – 0           | Ballywalter            |
| Rosario Youth Club   | 0 – 1           | Killyleagh Youth       |
| Rosemount Recreation | 2 – 3           | Dunmurry Recreation    |
| Royal British Legion | 2 – 3           | Glebe Rangers          |
| Saintfield           | 0 – 2           | Banbridge Rangers      |
| Sirocco Works        | 2 – 2 (3-4 dtr) | Seagoe                 |
| St Oliver Plunkett   | 2 – 2 (2-3 dtr) | Ballymacash            |
| St. James' Swifts    | 4 – 1           | Abbey Villa            |
| St. Marys            | 1 – 3           | East Belfast           |
| Strabane Athletic    | 3 – 0           | Ballynahinch United    |
| Suffolk              | 3 – 0           | St Luke's              |
| Trojans              | 3 – 1           | Desertmartin           |
| Tullyvallen          | 2 – 2 (3-4 dtr) | Dunloy                 |
| Wakehurst            | 3 – 1           | Ards Rangers           |
| Woodvale             | 5 – 1           | Windmill               |

## Secondo turno
| Squadra 1           | Risultato       | Squadra 2                  |
| ------------------- | --------------- | -------------------------- |
| 27 settembre 2019   |                 |                            |
| Glebe Rangers       | 1 – 1 (3-4 dtr) | Chimney Corner             |
| 28 settembre 2019   |                 |                            |
| Aquinas             | 2 – 1           | Craigavon City             |
| Ardstraw            | 4 – 1           | Wakehurst                  |
| Armagh City         | 2 – 1 (dts)     | Dunloy                     |
| Ballymacash         | 2 – 1           | Dunmurry Y.M.              |
| Ballymoney Utd      | 2 – 3           | East Belfast               |
| Banbridge Rangers   | 0 – 3           | Bangor                     |
| Brantwood           | 4 – 3 (dts)     | Moyola Park                |
| Comber Recreation   | 2 – 4           | Coagh United               |
| Crewe               | 3 – 4 (dts)     | Crumlin Utd                |
| Crumlin Star        | 3 – 0           | Trojans                    |
| Dollingstown        | 5 – 0           | Lower Maze                 |
| Dunmurry Recreation | 3 – 2           | Newbuildings Utd           |
| Greenisland         | 2 – 0           | Foundry                    |
| Islandmagee         | 5 – 2           | Shorts                     |
| Killyleagh Youth    | 1 – 0           | Downshire Young Men        |
| Limavady Utd        | 2 – 0           | Immaculata                 |
| Lisburn Distillery  | 3 – 2           | Strabane Athletic          |
| Lurgan Town Boys    | 0 – 4           | St. James' Swifts          |
| Maiden City         | 1 – 3           | Tullycarnet                |
| Moneyslane          | 9 – 0           | Mossley AFC                |
| Newcastle           | 0 – 5           | Banbridge Town             |
| Newtowne FC         | 0 – 2           | Newington Rangers          |
| Portstewart         | 0 – 1           | Belfast Celtic             |
| Rathfriland Rangers | 4 – 2           | Seagoe                     |
| Richhill            | 0 – 3           | Valley Rangers             |
| Shankill Utd        | 1 – 4           | Lisburn Rangers            |
| Suffolk             | 1 – 4           | Larne Technical Old Boys   |
| Tandragee Rovers    | 5 – 7           | 18th Newtownabbey Old Boys |
| Tobermore United    | 7 – 1           | Oxford Sunnyside FC        |
| Woodvale            | 1 – 7           | Annagh Utd                 |
| 5 ottobre 2019      |                 |                            |
| Hanover             | 3 – 0           | Oxford Stars               |

## Terzo turno
| Squadra 1                  | Risultato | Squadra 2                |
| -------------------------- | --------- | ------------------------ |
| 2 novembre 2019            |           |                          |
| 18th Newtownabbey Old Boys | 2 – 3     | Coagh United             |
| Ardstraw                   | 1 – 2     | Islandmagee              |
| Banbridge Town             | 2 – 1     | Dunmurry Recreation      |
| Belfast Celtic             | 3 – 1     | Annagh Utd               |
| Brantwood                  | 4 – 3     | Crumlin Utd              |
| Chimney Corner             | 0 – 3     | Valley Rangers           |
| Crumlin Star               | 1 – 0     | Greenisland              |
| Dollingstown               | 2 – 1     | Lisburn Distillery       |
| Hanover                    | 3 – 2     | Killyleagh Youth         |
| Limavady Utd               | 3 – 0     | Aquinas                  |
| Moneyslane                 | 1 – 5     | Bangor                   |
| Newington Rangers          | 0 – 3     | East Belfast             |
| Rathfriland Rangers        | 3 – 0     | Lisburn Rangers          |
| St. James' Swifts          | 0 – 4     | Ballymacash              |
| Tobermore United           | 1 – 3     | Larne Technical Old Boys |
| Tullycarnet                | 4 – 3     | Armagh City              |

## Quarto turno
| Squadra 1        | Risultato | Squadra 2                |
| ---------------- | --------- | ------------------------ |
| 30 novembre 2019 |           |                          |
| Banbridge Town   | 3 – 2     | Ballymacash              |
| Belfast Celtic   | 2 – 1     | Larne Technical Old Boys |
| Brantwood        | 2 – 5     | Rathfriland Rangers      |
| Coagh United     | 0 – 1     | Crumlin Star             |
| Dollingstown     | 6 – 0     | Tullycarnet              |
| East Belfast     | 7 – 1     | Islandmagee              |
| Limavady Utd     | 1 – 3     | Bangor                   |
| Valley Rangers   | 1 – 5     | Hanover                  |

## Quinto turno
| Squadra 1           | Risultato       | Squadra 2               |
| ------------------- | --------------- | ----------------------- |
| 4 gennaio 2020      |                 |                         |
| Banbridge Town      | 2 – 2 (5-4 dtr) | East Belfast            |
| Knockbreda          | 3 – 2 (dts)     | Dergview                |
| Queen's University  | 2 – 1           | Linfield                |
| Ards                | 1 – 3           | Carrick Rangers         |
| Ballinamallard Utd  | 1 – 0           | Dollingstown            |
| Ballyclare Comrades | 2 – 1           | Harland & Wolff Welders |
| Ballymena Utd       | 2 – 0           | Crumlin Star            |
| Cliftonville        | 6 – 0           | Hanover                 |
| Crusaders           | 3 – 0           | Dundela                 |
| Glenavon            | 0 – 2           | Coleraine               |
| Glentoran           | 2 – 2 (5-4 dtr) | Portadown               |
| Institute           | 2 – 3           | Dungannon Swifts        |
| Larne               | 8 – 0           | Belfast Celtic          |
| Loughgall           | 1 – 2           | Rathfriland Rangers     |
| Newry City          | 3 – 1           | Bangor                  |
| Warrenpoint Town    | 3 – 1           | PSNI                    |

## Sesto turno
| Squadra 1           | Risultato   | Squadra 2           |
| ------------------- | ----------- | ------------------- |
| 1º febbraio 2020    |             |                     |
| Knockbreda          | 2 – 5       | Ballinamallard Utd  |
| Queen's University  | 2 – 3       | Glentoran           |
| Ballyclare Comrades | 0 – 1 (dts) | Larne               |
| Carrick Rangers     | 1 – 5       | Crusaders           |
| Cliftonville        | 3 – 1       | Rathfriland Rangers |
| Coleraine           | 3 – 0       | Banbridge Town      |
| Dungannon Swifts    | 4 – 2 (dts) | Newry City          |
| Warrenpoint Town    | 1 – 2       | Ballymena Utd       |

## Quarti di finale
| Squadra 1          | Risultato | Squadra 2     |
| ------------------ | --------- | ------------- |
| 28 febbraio 2020   |           |               |
| Larne              | 2 – 3     | Coleraine     |
| 29 febbraio 2020   |           |               |
| Ballinamallard Utd | 0 – 2     | Ballymena Utd |
| Dungannon Swifts   | 1 – 2     | Cliftonville  |
| Glentoran          | 2 – 1     | Crusaders     |

## Semifinali
| Squadra 1      | Risultato       | Squadra 2 |
| -------------- | --------------- | --------- |
| 27 luglio 2020 |                 |           |
| Ballymena Utd  | 1 – 1 (3-1 dtr) | Coleraine |
| Cliftonville   | 1 – 1 (6-7 dtr) | Glentoran |

## Finale
| Arbitro: | Tim Marshall |

|           |           |                         |
| Friel 48’ | Marcatori | 22’ O'Neill 115’ McDaid |